# 源経信
源 経信（みなもと の つねのぶ）は、平安時代中期から後期にかけての公卿、歌人。宇多源氏、権中納言・源道方の六男。官位は正二位・大納言。桂大納言と号す。小倉百人一首では大納言経信。

## 経歴
後一条朝の長元3年（1030年）従五位下に叙爵し、長元6年（1033年）三河権守に任官する。その後、後朱雀朝から後冷泉朝前半にかけて刑部少輔・少納言・左馬頭等を歴任、この間、長久3年（1042年）従四位下、永承8年（1053年）正四位下と昇進している。
康平5年（1062年）右中弁に抜擢されると、康平6年（1063年）権左中弁、康平8年（1065年）蔵人頭兼右大弁と弁官として順調に昇任され、後冷泉朝末の治暦3年（1067年）参議として公卿に列した。
参議昇進後も引き続き弁官を兼帯する一方、中宮権大夫として後三条天皇中宮の馨子内親王に仕え、この間の治暦5年（1069年）従三位、延久3年（1071年）正三位、延久4年（1072年）従二位と昇叙される。白河朝の承保2年（1075年）権中納言に昇進するが、皇后宮権大夫を兼ねて引き続き馨子内親王に仕えた。
その後、承保4年（1077年）正二位、永保3年（1083年）権大納言と昇進を続け、寛治5年（1091年）大納言に至る。この間も皇后宮大夫として馨子内親王に仕えたほか、民部卿も兼ねた。寛治7年（1093年）20年以上に亘って仕えた馨子内親王が没すると、翌寛治8年（1094年）79歳にして大宰権帥に任ぜられ、嘉保2年（1095年）大宰府に下向。永長2年（1097年）閏正月6日に任地で薨去。享年82。

## 人物
詩歌・管絃に秀で、有職故実にも通じ、その多芸多才は藤原公任に比較された。長久2年（1041年）の「祐子内親王家名所歌合」をはじめとして、多くの歌合に参加している。
白河天皇から重用されたが、その近臣である藤原通俊とは政治的にも歌壇的にも対立した。当代一の歌人とされたが、経信をさしおいて藤原通俊が撰集した『後拾遺和歌集』に対して『後拾遺問答』『難後拾遺』を著してこれを批判した。
『後拾遺和歌集』（6首）以下の勅撰和歌集に85首が入集。その歌風は歌題を正確に把握し、平明な表現で優れた声調を獲得しようとしたものであった。家集に『大納言経信集』があり、日記に『帥記』がある。
- 小倉百人一首
  - 71番 夕されば 門田の稲葉 おとづれて 芦のまろやに 秋風ぞ吹く （『金葉和歌集』秋・183）

## 逸話

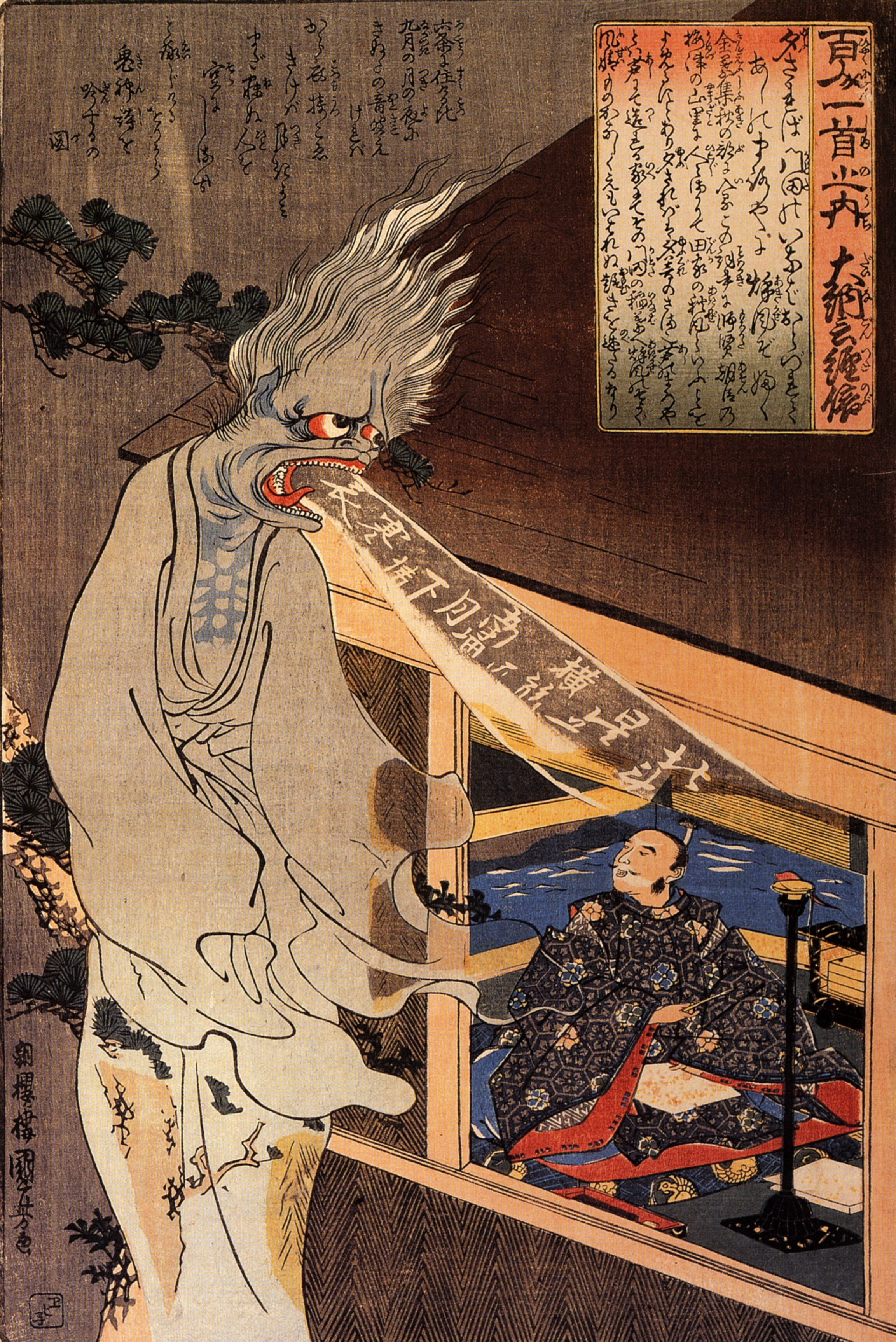
源経信と鬼（歌川国芳『百人一首之内』）

経信が京の八条あたりに住んでいた頃、九月の月明かりを眺めて物思いにふけっていると、微かに砧の音が聞こえてきたので、
から衣　うつ声きけば　月きよみ　まだねぬ人を　空にしるかな
（衣を打つ砧の音を聞くと、月が清らかに照っているので、まだ眠らずにいる人のあることを、それとはなしに知られることだ）
と歌を口ずさんだ。すると、前栽の方から
北斗星前横旅鴈　南楼月下擣寒衣［北斗の星前 旅鴈横たわり　南楼の月下 寒衣を擣つ］
（北斗七星が輝く北の空に、雁の渡りが列をなしている　南楼を照らす月の光の下で、冬に向けての衣を打っている）
と漢詩を詠む声が聞こえる。「このような素晴らしい声で詠んだのは、誰だろう」と声のする方に目を向けると、髪の毛は逆立ち、身の丈が一丈五・六尺はあろうかという異形の者が立っていた。経信が思わず八幡大菩薩に助けを求めると、異形の者は「どうして祟りなどするものか」と言って、姿を消した。声の主は朱雀門の鬼だったのだろうか。（『撰集抄』巻八）
なお、本項目の右側にある浮世絵の画像2点（月岡芳年『月百姿』・歌川国芳『百人一首之内』）は、いずれもこの逸話を題材にしている。

## 官歴
『公卿補任』による。
- 長元3年（1030年） 8月5日：叙爵（中宮御給、一品脩子内親王給、朔旦次）
- 長元6年（1033年） 12月5日：三河権守
- 長元9年（1036年） 正月9日：従五位上
- 長暦2年（1038年） 10月24日：刑部少輔
- 長暦3年（1039年） 12月22日：少納言
- 長暦4年（1040年） 正月7日：正五位下
- 長久3年（1042年） 正月7日：従四位下（少納言労）
- 寛徳2年（1045年） 4月26日：左馬頭
- 永承4年（1049年） 正月5日：従四位上（左馬頭労）。12月28日：東宮殿上（東宮・尊仁親王）
- 永承8年（1053年） 正月5日：正四位下（上東門院御給）
- 天喜5年（1057年） 2月30日：兼播磨介
- 康平5年（1062年） 3月12日：右中弁
- 康平6年（1063年） 2月27日：権左中弁
- 康平8年（1065年） 正月23日：蔵人頭（頭弁）。12月8日：右大弁
- 治暦2年（1066年） 2月14日：兼近江介
- 治暦3年（1067年） 2月6日：参議、右大弁如元
- 治暦4年（1068年） 3月5日：兼伊予権守
- 治暦5年（1069年） 正月5日：従三位（大弁臨時）。7月3日：中宮権大夫（中宮・馨子内親王）
- 延久2年（1070年） 12月28日：兼大蔵卿
- 延久3年（1071年） 11月18日：正三位（日吉社行幸行事賞）
- 延久4年（1072年） 日付不詳：従二位。12月2日：左大弁
- 延久5年（1073年） 正月30日：兼播磨権守
- 延久6年（1074年） 正月28日：兼勘解由長官。6月20日：兼皇后宮権大夫（皇后・馨子内親王）
- 承保2年（1075年） 12月26日：権中納言（上文作6月13日可従）、権大夫如元
- 承保4年（1077年） 正月6日：正二位（石清水賀茂行幸行事賞）
- 承暦5年（1081年） 正月26日：兼民部卿
- 永保3年（1083年） 正月26日：権大納言。正月27日：兼民部卿如元。12月15日：兼皇后宮大夫
- 寛治5年（1091年） 正月28日：大納言、卿大夫如元
- 寛治8年（1094年）6月12日[4]：兼大宰権帥
- 嘉保2年（1095年）7月：下向
- 永長2年（1097年）閏正月6日：薨去於西府

## 系譜
- 父：源道方
- 母：源国盛の娘[1]
- 妻：源貞亮の娘[1]
  - 長男：源道時（通時、1045年-1120年）[1][5]
  - 次男：源基綱（1050年-1117年）[1]
  - 三男：源俊頼（1055年-1129年）[1]
- 生母不詳
  - 男子：信証